# Truth/Kaze no Mukō e
Truth/Kaze no Mukō e (truth/風の向こうへ?) è il ventiduesimo singolo del gruppo musicale giapponese Arashi, pubblicato il 20 agosto 2008. Il brano è incluso nell'album All the Best! 1999-2009, undicesimo lavoro del gruppo. Il singolo ha raggiunto la prima posizione della classifica Oricon dei singoli più venduti in Giappone, vendendo 657 134 copie. Il singolo è stato certificato doppio disco di platino.. Il brano è stato inoltre utilizzato come sigla d'apertura del dorama Maou che vede Satoshi Onho interpretare la parte del personaggio protagonista.

## Tracce
CD JACA-5113
1. truth
2. Kaze no Mukou e (風の向こうへ)
3. Smile (スマイル)
4. truth (Original Karaoke)
5. Kaze no Mukou e (Original Karaoke)
6. Smile (Original Karaoke)

## Classifiche
| Classifica (2008) | Posizione più alta |
| ----------------- | ------------------ |
| Giappone          | 1                  |